# کسر بودجه
کسر بودجه وقتی پدید می‌آید که یک مؤسسه (معمولاً دولت) بیش از درآمدش را خرج می‌کند.

## روش‌های تأمین کسر بودجه در ایران
وقتی دولت کشوری مانند کشور ما ایران با کسر بودجه مواجه‌است چند راه‌حل در پیش رو دارد:
۱-انتشار پول، که در چند دهه اخیر به وفور انجام گرفته‌است، راه اول است.
این یکی از مهمترین روش‌های تأمین کسر بودجه در ایران است. توجه به این نکته لازم است که اگر درصد افزایش نقدینگی به مراتب بیش از درصد افزایش تولید داخلی باشد این افزایش نقدینگی به تورم منجر می‌گردد. تورم ایران هم از همین جنس است. تورمی که ریشه پولی دارد.
1. قرض ریال از مردم در داخل است. انتشار اوراق مشارکت بوسیله دولت (یا انتشار اوراق قرضه) وسیله‌ای برای قرض ریال است. به دلیل تورم بالا در ایران، دولت عملاً توانایی قرض بلند مدت را ندارد. اوراق مشارکت در ایران معمولاً سه ساله‌اند. انتشار اوراق قرضه بلند مدت مثلاً سی ساله عملاً در ایران غیرممکن است.
2. راه حل سومی که در ایران تا چندین سال پیش عملاً جزئی از بودجه کشور هم بود تکلیف کردن بانکها به مخارجی بود که دولت آن‌ها را تکلیف می‌کرد. مثلاً یک بانک موظف بود که بزرگراه قزوین-زنجان را بسازد یا صندوق بازنشستگی بزرگراه قم-کاشان را بسازد و پروژه‌هایی از این دست.
3. اگر هم‌زمان با کسر بودجه، دولت با کسر ارز خارجی هم مواجه باشد، در آن صورت دولت دست به استقراض خارجی می‌زند. نحوه استقراض هم به این ترتیب است که معمولاً به سراغ بانک خارجی معتبری می‌روند و تقاضای وام می‌کنند. چون پس گرفتن پول از کشوری مانند کشور ما همراه با ریسک در نظر گرفته می‌شود، نرخ سود بانکی پرداختی معمولاً بالا است.

1. یکی از روش های دیگر دولت برای کسری بودجه تامین سرمایه از طریق فروش سهام است به گونه ای که دولت برای فروش سهام به قیمت بالاتر، بازار بورس را به صورت حبابی و مصنوعی بالا می برد و با فروش سهام این کسری را جبران می کند .

نتیجه این امر بی اعتمادی به بورس و دولت است اتفاقی که در سال 1399-1398 در بورس اوراق و بهادر تهران مصداق داشت.

## کسر بودجه در ایران
اولین بودجه رسمی تاریخ ایران که مربوط به وزارت صنیع‌الدوله هدایت در سال ۱۲۹۹ شمسی بود. درآمدهای آن ۱۴ میلیون و ۱۱۶ هزار و ۶۰۰ تومان و هزینه‌های آن ۱۴ میلیون و ۶۱۸ هزار تومان برآورد شده بود و نکته جالب توجه اینکه نخستین بودجه ایران نیز کسری داشته که میزان آن ۵۰۰ هزار تومان بوده‌است. عمده‌ترین بخش درآمد آن را هم مالیات بخش کشاورزی تشکیل می‌داد. به نقل از کتاب «نظام سیاسی و سازمانهای اجتماعی ایران در عصر قاجار» اولین بودجه در آبان 1286 در زمان پادشاهی محمدعلی شاه ارائه شد.

## تأمین کسر بودجه در آمریکا
دولت آمریکا کسری بودجه عظیمی دارد. کسری بودجه سال ۲۰۰۸ این دولت (بدون احتساب بودجه نجات موسسات مالی) حدود ۵۰۰ میلیارد دلار است که رکوردی تاریخی است و تخمین زده می‌شد که این کسری در سال ۲۰۰۹ افزایش یابد. برای جبران این کسری بودجه، دولت آمریکا، دلار قرض می‌گیرد. طریقه قرض پول هم انتشار اوراق قرضه‌است. عمده‌ترین خریداران باند دولتی هم موسسات زیر نظر خود دولت آمریکا هستند که یکی از این خریداران فدرال رزرو یا همان بانک مرکزی آمریکاست که به هر میزان که خود تصمیم بگیرد و منطبق با سیاست‌های پولی فدرال رزرو باشد باند دولتی می‌خرد. در مقابل خرید این اوراق قرضه، فدرال رزرو پول چاپ شده خود را در اختیار دولت قرار می‌دهد. کشورها و موسسات و افراد خارجی هم طلبکار بیش از ۲۵ درصد این بدهی‌ها که بالغ بر ۲۵۰۰ میلیارد دلار است می‌باشند. ژاپن و چین، هر کدام با بیش از ۶۰۰ میلیارد دلار، بزرگترین دارندگان خارجی اوراق قرضه دولت آمریکا هستند. در حقیقت قسمت عمده‌ای از ذخائر ارزی جهان همان بدهی‌های آمریکا به کشورهای خارجی است.